# Stenocionops furcatus
Stenocionops furcatus (Olivier, 1791) è un granchio appartenente alla famiglia Mithracidae.

## Distribuzione e habitat
Proviene dall'oceano Atlantico, dove è diffuso fino a 180 m di profondità dal Brasile al sud degli Stati Uniti, in particolare nel golfo del Messico.